# Конституция Республики Бурятия
Конститу́ция Респу́блики Буря́тия (бур. Буряад Уласай Үндэһэн хуули) — основной закон Республики Бурятия. Принята Народным хуралом Бурятии 22 февраля 1994 года.

## Описание
Состоит из преамбулы, 11 глав и 113 статей. Преамбула гласит:

Мы, полномочные представители многонационального народа Республики Бурятия, сознавая историческую ответственность за его судьбу, признавая приоритет общечеловеческих ценностей, права народов на самоопределение, прав и свобод, закрепленных во Всеобщей Декларации прав человека, других международно-правовых актах и в Конституции Российской Федерации, заботясь о сохранении и самобытном развитии народов, проживающих на территории республики (государства), уважая суверенные права других народов, провозглашая принципы демократического, правового общества, считая республику неотъемлемой частью — субъектом Российской Федерации, принимаем настоящую Конституцию.

## Историческая справка
До принятия Конституции Республики Бурятия действовала Конституция Бурятской АССР.
Конституция Республики Бурятия принята Верховным Советом Республики Бурятия 22 февраля 1994 г. Всего внесено около 20 поправок в Конституцию Республики — от 19 июня 1996 года, 22 июня 1999 года, 25 декабря, 29 декабря 2000 года, 11 марта, 24 декабря 2001 года, 1 июля, 21 ноября, 29 декабря, 30 декабря 2003 года, 30 апреля 2004 года, 3 мая 2005 года, 2 мая 2006 года.
Последние поправки касались избрания Главы Республики Бурятия. Депутаты утвердили, что глава Бурятии избирается гражданами, а не наделяется полномочиями высшего должностного лица республиканским парламентом по представлению президента России. Аналогичные изменения внесены также в закон «О Главе Республики Бурятия».
Кроме того, парламентарии определили, кто будет исполнять обязанности президента республики в случае его болезни или других причин. Из двух кандидатур — председателя Народного Хурала Бурятии и 1-го зампреда правительства — необходимо выбрать только одну.